# Bulla Károly (orvos)

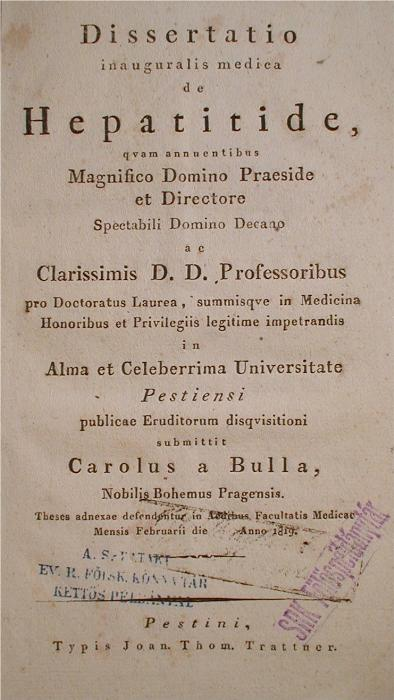
Bulla Károly munkájának borítója.

Bulla Károly (Prága, 1793 körül - Zombor, 1847) orvos, tanár, mezőgazdász, a Georgikon első tanára.

## Élete
Prágából származott. 1797. február 27-én Keszthelyre érkezett. A Georgikon megszervezésében segédkezett Festetics György elképzelései szerint. Amikor 1797. július 1-jén megindult a tanítás, Bulla Károly volt az intézmény első tanára, német nyelven adta elő a gazdasági főtárgyakat, a növénytermesztést és az állattenyésztést. Festeticsnél két évig dolgozott, az ő tevékenységének köszönhetően indult meg a Georgikon és vált intézménnyé. 1799. február 18-án elhagyta Keszthelyt. Négy különféle gazdálkodással kapcsolatos kéziratát őrzi a Festetics-levéltár, melynek terjedelme 85 szerzői ívet tesz ki. 1819-es doktori értekezése Trattner János Tamás nyomdász műhelyében készült.

## Műve
- Dissertatio inaug. medica de hepatitide. Pestini. 1819.